# Xaysa Anousone
Xaysa Anousone (né le 20 mars 1994 à Vientiane) est un athlète laotien, spécialiste du 110 m haies.

## Biographie
Espoir de son sport au Laos, Xaysa Anousone commence l'athlétisme à l'âge de 16 ans lorsqu'un de ses professeurs l'emmène au stade pour essayer toutes les disciplines de l'athlétisme. C'est là qu'il décide de se spécialiser sur les haies, ces dernières lui ayant parues plus naturelles que les autres disciplines.
En 2011, il participe aux Championnats du monde cadets disputés à Lille du 6 au 10 juillet 2011. Il y établit une marque de 15 s 20 (nouveau record), bien loin du podium de l'épreuve où le 3e, le français Wilhem Belocian, signe un chrono de 13 s 51. En juillet 2012, il participe à sa deuxième compétition mondiale, les championnats du monde juniors organisés à Barcelone. Aligné dans la 6e série du 110 m haies, il termine dernier et établit une performance de 14 s 94, son nouveau record.
En 2013, le Laos obtient une invitation de la part de l'IAAF pour qualifier un athlète aux championnats du monde de Moscou. Alors titulaire d'un record en 14 s 62, Xaysa Anousone, âgé de 19 ans, est choisi pour représenter son pays. Le 11 août, il termine dernier de sa série, en 16 s 21, après avoir durement frappé le premier obstacle,.
Le 18 décembre 2014, il se rapproche de la barre des 14 s en courant le 110 m haies en 14 s 15 à Palembang. En 2015, il court en 14 s 33 à Singapour le 11 juin. Il est de nouveau le seul athlète laotien à participer aux championnats du monde de Pékin. En établissant une marque à 14 s 74, il termine 9e et dernier de sa série, remportée confortablement par l'américain David Oliver en 13 s 15.
En 2016, il établit un nouveau record du Laos au meeting de Bangkok en terminant sa course en 14 s 00. Il est l'un des 6 sportifs laotiens participants aux Jeux Olympiques d'été de Rio de Janeiro au Brésil. Initialement annoncé dans la 6e et dernière série du 110 m haies le 15 août 2016, Xaysa Anousone ne se présente pas au départ de sa course et est déclaré non-partant tout comme le malgache Kame Ali. La série est remportée par le jamaïcain Deuce Carter en 13 s 51.
Le 12 juin 2017, Xaysa Anousone participe au meeting de Bangkok d’athlétisme où il établit une marque de 13 s 96, il brise ainsi pour la 1re fois de sa carrière la barrière des 14 s,. Deux mois plus tard, lors des championnats du monde d'athlétisme de Londres, il est aligné dans la 1re série du 110 m haies le 6 août 2017. Pour sa troisième participation aux championnats du monde il réalise, cette fois-ci, la performance de 14 s 55. Sa course fut remportée en 13 s 23 par le futur champion du monde jamaïcain Omar McLeod.

## Records
| Épreuve     | Épreuve | Performance | Lieu      | Date            |
| ----------- | ------- | ----------- | --------- | --------------- |
| 110 m haies | 91,4 cm | 15 s 20     | Lille     | 7 juillet 2011  |
| 110 m haies | 99 cm   | 14 s 94     | Barcelone | 10 juillet 2012 |
| 110 m haies | 1,06 m  | 13 s 96     | Bangkok   | 12 juin 2017    |